# Marc Menard
Marc-André Menard (ur. 12 marca 1975 w Quebecu) – kanadyjski aktor telewizyjny i filmowy i model.

## Życiorys

### Wczesne lata
Urodził się w Quebecu w Kanadzie jako syn Francuza i irlandzkiej katoliczki. Gdy był jeszcze dzieckiem, rodzina przeniosła się do Montrealu. Uczęszczał do jezuickiego liceum, gdzie po raz pierwszy zaczął występować w Drama Club. Kontynuował naukę w szkole prawniczej Concordia University i ukończył University of Sherbrooke z dyplomem zarządzania biznesem na kierunku marketingu. Niedługo potem został odkryty przez reżysera castingu do teledysku. Następnie wziął udział w narodowej kampanii na rzecz Nautilus Fitness.

### Kariera
Wkrótce podpisał kontrakt z agencją modelek w Mediolanie i znalazł się na wybiegu w Mediolanie, Paryżu i Nowym Jorku. Pojawił się w magazynach takich jak Vogue czy Esquire. Wreszcie osiadł na Florydzie i skupił się na karierze aktorskiej.
Choć nie zdobył głównej roli w dwóch filmach niezależnych, rok później został obsadzony w głównej roli Lucasa Devona w szwedzko-amerykańskiej operze mydlanej TV4 Ocean Avenue (Ocean Ave., 2002−2003).
2 grudnia 2002 dołączył do obsady opery mydlanej ABC Wszystkie moje dzieci (All My Children) jako Boyd Larraby.

## Życie prywatne
Zamieszkał w Nowym Jorku, ale często wracał do domu w Quebecu, aby odwiedzić swoją rodzinę i przyjaciół. Spędzał wolny czas trenując kick-boxing, snowboarding, jeżdżąc na rowerze, biorąc udział w skokach ze spadochronem i na nartach wodnych.

## Filmografia
| Rok       | Tytuł                                                    | Rola            |
| --------- | -------------------------------------------------------- | --------------- |
| 2002–2004 | Wszystkie moje dzieci (All My Children)                  | Boyd Larraby    |
| 2002–03   | Ocean Avenue (Ocean Ave.)                                | Lucas Devon     |
| 2002      | Coffee, Desserts, Lightfare                              | Guy             |
| 2004      | Dr House (House)                                         | mydlany lekarz  |
| 2006–07   | Osaczona (Watch Over Me)                                 | Michael Krieger |
| 2006      | Absolutnie fantastyczne (Totally Awesome, TV)            | chłopak Kipp'a  |
| 2006      | John Tucker musi odejść (John Tucker Must Die)           | ojczym Kate     |
| 2007      | CSI: Kryminalne zagadki Nowego Jorku (CSI: NY)           | Damien Barnes   |
| 2008      | Chłopak z sąsiedztwa (The Boy Next Door, TV)             | Walsh           |
| 2008      | Yeti: Zabójcza stopa (Yeti: Curse of the Snow Demon, TV) | Peyton Elway    |
| 2009–10   | Zagubieni (Lost)                                         | Montand         |
| 2010      | Urok kłamstwa (Seduced by Lies, TV)                      | Brad Sterling   |
| 2011      | Plotkara (Gossip Girl)                                   | ojciec Cavalia  |
| 2012      | Crisis Point (TV)                                        | Liam McNeil     |
| 2012      | Kłamstwa w sieci (Viritual Lies/Cyber Seduction, TV)     | William Chapman |
| 2015      | Hit & Run (TV)                                           | Jack Riley      |
| 2015      | South Beach                                              | Vincent York    |